# آتش‌بس ۱۲ ساله

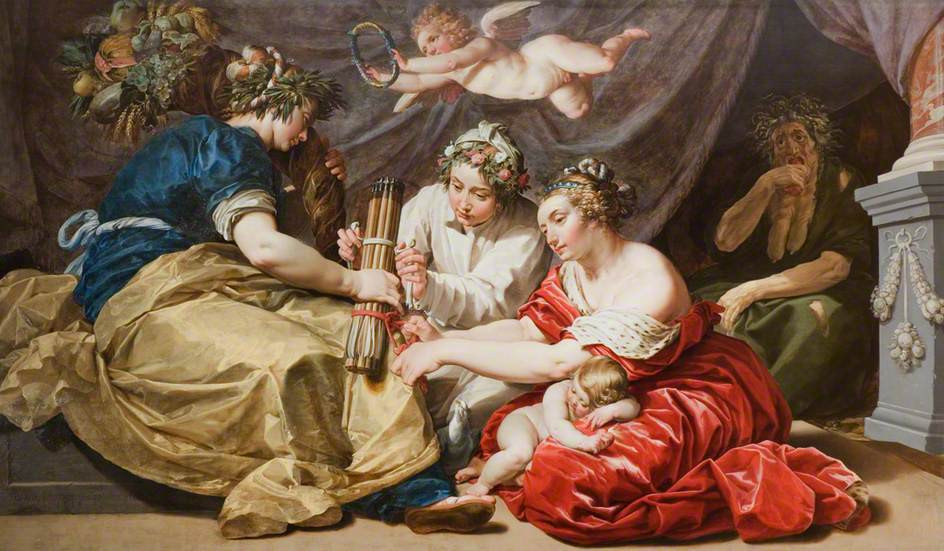
نقاشی صلح و وفور، اثر آبراهام جانسنس برای ستایش رونق و فراوانی حاصل از آتش‌بس ۱۲ ساله

آتش‌بس ۱۲ ساله، نامیست که به ترک مخاصمه میان فرمانروایان هابسبورگ اسپانیا و جنوب هلند و جمهوری هلند که در تاریخ ۹ آوریل سال ۱۶۰۹ میلادی در آنتورپ به امضا رسید داده شده است.